# 洛什卡里夫卡 (尼科波爾區)
洛什卡里夫卡（烏克蘭語：Лошкарівка），是烏克蘭中部第聶伯羅彼得羅夫斯克州尼科波爾區的村落，處於巴扎夫盧克河左岸，分別距離梅茹伊夫卡0.5公里和舍夫琴科韋3公里，始建於1830年，海拔高度86米，2001年人口1,358。